# Балка Глибока (притока Грушівки)
Балка Глибока — балка (річка) в Україні у Солонянському районі Дніпропетровської області. Ліва притока річки Грушівки (басейн Дніпра).

## Опис
Довжина балки приблизно 4,58 км, найкоротша відстань між витоком і гирлом — 4,03 км, коефіцієнт звивистості річки — 1,14. Формується декількома струмками та загатами. На деяких ділянках балка пересихає.

## Розташування
Бере початок у селі Шмакове. Тече переважно на південний схід через південно-західну околицю села Костянтинівка і впадає в річку Гришівку, праву притоку річки Мокрої Сури.

## Цікаві факти
- У XX столітті на балці існували молочно,-птице-тваринні ферми (МТФ, ПТФ) та газові свердловини[2], а у XIX столітті — декілька вітряних млинів[1].